# 무효 경기
무효 경기는 경기 중에 선수가 어떠한 규칙 위반을 일으킨 경우 또는 어떠한 원인으로 경기를 계속 할 수 없게 된 경우에 적용할 수 있는 조치로, 그 경기 중 일어난 모든 기록은 '없었던 일'로 처리된다. 그러나, 격투기 등으로 무효 경기의 당사자가 된 선수의 전적은 NC(No Contest 노 콘테스트[*])로 기록된다.